# Shekhupura (ciutat)
Shekhupura o Sheikhupura o Shekhupur (urdú شيخوپورہ), antiga Kot Dayal Das (کوٹ دیال داس) o Singhpuria (سنگھپوریہ), és una ciutat industrial del Panjab capital del districte de Sheikhupura. Està situada a uns 35 km de Lahore. La població de 2.200 habitants el 1901 va passar a 22.300 el 1951 i s'estima actualment (2009) en més de 300.000 habitants.

## Història
Sanga o Sakala, no gaire lluny, era la capital del Panjab en temps d'Alexandre el Gran. El nom original de la població fou Virkgarh que fou modificat per Jahangir. L'antic fort avui en ruïnes fou construït per Jahangir el 1607. La població porta el nom del príncep Dara Shikoh, net de Jahangir, o d'aquest mateix al que el seu pare Akbar anomenava Sheikhu. Fou territori de cacera de l'emperador. Constituït en jagir fou cedit per l'emperador a Syed Usman, pare de Shah Bilal, el seu preceptor religiós. El jagir fou objecte dels atacs sikhs al segle xviii quan era coneguda com a Jahangirabad. També fou atacada per Nadir Shah de Pèrsia i després per [Ahmad Shah Durrani], quedant totalment arruïnada. Els sikhs de la confederació Bhangi la van ocupar vers el 1780 i després va passar a Ranjit Singh de [Lahore] que la va donar a una de les seves reines, Rani Raj Kauran més coneguda com a Rani Nakayan, el palau de la qual encara es conserva. Sota domini sikh va portar el nom de Singhpuria. El 1849 va passar als britànics i fou la primera capital del districte abans del seu trasllat a Gujranwala el 1851. Sota domini britànic estava al tahsil de Khangah Dogran del districte de Gujranwala i era capital del jagir de Shekupura. El 1901 tenia 2.205 habitants. Fins al 1947 hi vivia una forta minoria sikh.

## Llocs interessants
- Hiran Minar
- Fort de Sheikhupura Fort (Qila Sheikhupura)
- Company Bagh
- Capella de Shah Jamal
- Muqadssa-e-Mariam
- Sacha Sodha
- Tomba de Mian Sher Muhammad Sharaqpuri